# Nintendo 3DS
La Nintendo 3DS (ニンテンドー3DS, Nintendō Surī Dī Esu), és una videoconsola portàtil de la multinacional d'origen japonès, Nintendo, per a videojocs i multimèdia, que pot reproduir imatges en 3D estereoscòpiques sense necessitat d'utilitzar ulleres. El nom és una unió de «3D» i «DS». La Nintendo 3DS és compatible amb els jocs anteriors de Nintendo DS i Nintendo DSi.
Tot i que Nintendo porta experimentant amb l'estereoscòpia des de finals dels anys 1980, no va ser fins a l'E3 2010 que es van presentar oficialment els plans per llançar la primera videoconsola estereoscòpica, que va arribar als mercats europeus el 25 de març de 2011. La videoconsola no ha sortit a la Xina amb el nom de «iQue 3DS», però sí la seva revisió.

## Història i desenvolupament
Nintendo va estar experimentant la tecnologia 3D des de la dècada dels 80. Famicom Grand Prix II: 3D Hot Rally va ser el primer joc de Nintendo en que utilitzés aquesta tecnologia. Poc després, en el 1995, Gunpei Yokoi, el creador de la Game Boy, proposà la creació de la Virtual Boy. Tot i el seu fracàs en el mercat, Nintendo continuà experimentant la tecnologia de les 3D estereoscòpiques.
Després Nintendo va provar amb jocs que contenen espais tridimensionals. El 2001, la Nintendo GameCube va ser la segona consola de Nintendo en utilitzar aquesta altra tecnologia. Tot i així, GameCube ja estava preparada per utilitzar les 3D estereoscòpiques reals, però només va ser Luigi's Mansion, que com a joc de llançament, pogués utilitzar les 3D estereoscòpiques.

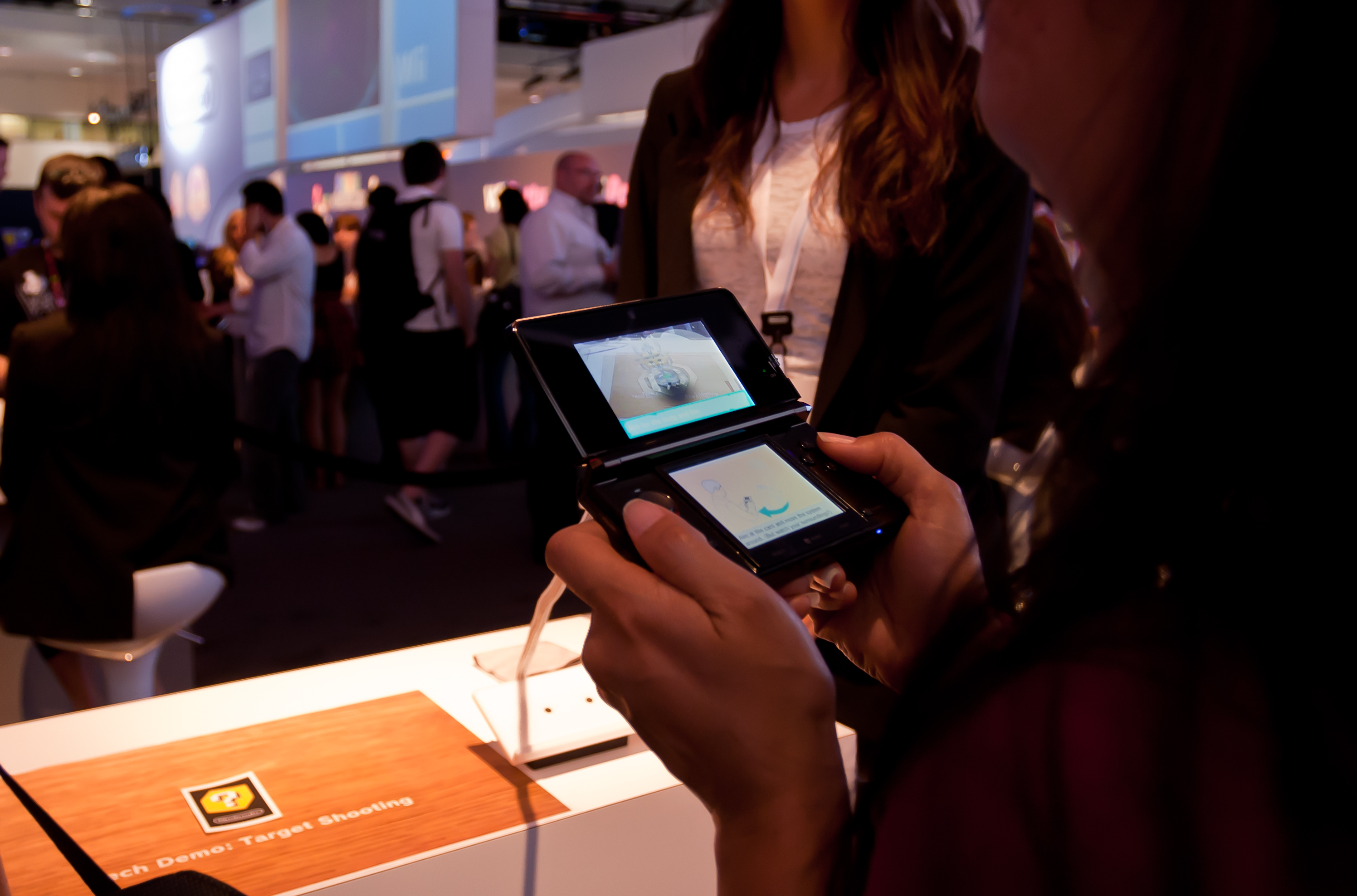
El demo del joc de realitat augmentada a l'E3 2010

La Nintendo 3DS va ser una altra prova per usar les 3D estereoscòpiques, i es va anunciar oficialment al 15 de juny del 2010. Junt amb altres consoles, i acompanyada dels jocs de llançament (entre els que es van confirmar Kid Icarus: Uprising, Mario Kart 7, Nintendogs + Cats, PilotWings Resort, Animal Crossing: Jump Out, StarFox 64 3D, Steel Diver, Paper Mario: Sticker Star i molts més).
La Nintendo 3DS aparegué al mercat japonès el 26 de febrer del 2011 juntament amb Professor Layton and the Miracle Mask. El 25 de març va arribar a Europa per 250 €, al mercat americà al 27 de març per 250 dòlars i al 31 de març va arribar a Austràlia per 349.99 dòlars.
Al 28 de juliol, Nintendo va anunciar una rebaixada de preu de la Nintendo 3DS: als EUA el preu va dels 250 dòlars als 169.99 dòlars, a Europa del 250 € als 169.99, dels 25,000 iens als 15,000 i de 349.99 dòlars a 250 a Austràlia. Els usuaris que van aconseguir la consola abans de la baixada de preu que es va aplicar el 12 d'agost van aconseguir 20 jocs gratuïts per part del Programa d'Ambaixadors Nintendo 3DS.
Un jurat federal dels Estats Units va condemnar a pagar Nintendo EUA 30.200.000 dòlars a un exempleat de Sony per infringir una patent a la pantalla 3D.
A l'abril de 2012, Satoru Iwata, va anunciar que alguns dels videojocs de Nintendo 3DS podrien adquirir també mitjançant descàrregues. Els primers d'aquests jocs en Japó van ser New Super Mario Bros. 2 i Brain Training Infernal del Dr. Kawashima: ¿Eres capaz de mantener la concentración? i a Europa van ser New Super Mario Bros. 2, New Art Academy i Freakyforms Deluxe: Your Creations, Alive!, aquests jocs a més de poder comprar-se en una botiga, també podien adquirir-se a la botiga virtual Nintendo eShop de Nintendo 3DS.

## Característiques

### Especificacions tècniques i característiques
- Creació i reproducció de fotos en 3D. A més, permet gravar vídeos en 3D des d'una actualització del 7 de desembre de 2011.
- Processador principal (CPU): 2 ARM11 a 266 Mhz.(800 MHz a la velocitat del rellotge)
- Memària primària (RAM): 128 MB. Dins la consola hi ha un xip mB82M8080-07L que conté 2 dies de 512 Mb, que fa una memòria total de 128MB. La RAM és del tipus Fast Cycle RAM (FCRAM), de baix consum i alta velocitat (3,2GB/seg).
- Memòria de vídeo dedicada (VRAM): 4 MB
- Processador Gràfic (GPU): Pica200 a 200 MHz DMP, capaç de generar 15 milions de polígons per segon amb els corresponents filtres (il·luminació per píxel, textures procedurals i antialiasing). Pica 200 es destaca per la seva velocitat, qualitat gràfica i baix consum. Es fa ús de la tecnologia propietària Maestro-2G, que implementa nous i potents algoritmes gràfics personalitzats.
- Retrocompatibilitat amb tots els jocs de NDS i NDSi. Es poden utilitzar les funcions de multijugador, de càmera i de xarxa. Els gràfics són suavitzats per aconseguir millores gràfiques, tot i que la resolució de la pantalla superior és diferent i, per tant, es veuen franges negres als laterals. Els jocs que utilitzen les funcions de la ranura GBA no són compatibles, ja que la 3DS no té aquesta ranura.
- Mida (tancada): Aproximadament 13,462 cm d'ample, 7,366 cm de llarg, i 1,545 cm de gruix.
- Pes: Aproximadament 230 g.
- Pantalla superior: 8,9662 cm, pantalla panoràmica, permet la visualització d'efectes 3D autoestereoscòpics (sense ulleres). Resolució de 800x240 (essent 400 píxels de la resolució horitzontal per a cada ull).
- Pantalla inferior tàctil: 7,6708 cm de LCD amb 320x240 píxels de resolució amb capacitats tàctils de tipus resistiu.
- Càmeres: Una d'interna i dues d'externes de 640x480 píxels (0,3 megapíxels). Les dues exteriors són capaces de prendre fotografies estereoscòpiques i exportar-les en diferents formats (inclòs jpg per a la seva visualització en altres dispositius). Una actualització del 7 de desembre de 2011 permetrà també gravar i reproduir vídeo en 3D. Les gravacions es graven en format avi
- Spotpass: Sistema Wi-Fi que permet connectar-se a qualsevol xarxa sense fils compatible i poder descarregar actualitzacions i informació de forma automàtica. A més Nintendo té acords amb diverses empreses de telecomunicacions per a poder usar de franc les seves xarxes Wi-Fi.
- Streetpass: Mode que permet intercanviar informació amb altres Nintendo 3DS físicament properes. Es poden intercanviar diversos elements (com rècords, mapes o informació) de fins a 12 jocs diferents a la vegada. També es poden intercanviar Miis, missatges i alguns sons de Nintendo 3DS Sound. La Nintendo 3DS emmagatzema les dades dels jocs a la memòria interna i, per tant, es poden intercanviar les dades sense tenir cap joc introduït a la ranura.
- Llum LED: situada a dalt a la dreta. Genera notificacions amb el següent codi de colors:
  - Vermell: Bateria baixa
  - Blau: Nova notificació de Spotpass
  - Verd: Nova notificació de Streetpass
  - Taronja: Amic en línia
- Comunicació sense fils: Es comunica a la banda de 2,4 GHz, usant els estàndards Wi-Fi 802.11b (com la Nintendo DS) i 802.11g (com la DSi). A més, quan la consola està en mode d'espera, es pot connectar a Internet per a rebre informació, i també es pot connectar a altres 3DS.
- Controls de joc: Pantalla tàctil, micròfono integrat, botons frontals A/B/X/Y + Control Pad de quatre direccions, botons L/R, botons Start i Select, botó circle pad que permet 360° de control analògic, càmera interna, dues càmeres externes, sensors de moviment i giroscopi.
- Altres controls: Barra de desplaçament de profunditat 3D que permet ajustar el nivell de l'efecte tridimensional (permetent-lo també desactivar), botó Home (menú de la consola), botó de control de la xarxa sense fils, botó d'encès/apagat i stylus.
- Entrades/sortides: Una ranura que accepta jocs de Nintendo 3DS i de consoles anteriors (Nintendo DS i Nintendo DSi, incloent DSiWare), ranura per a Targetes SD, connector AC, terminal de càrrega i sortida d'auriculars estèreo.
- So: Altaveus estèreo al costat de la pantalla superior.
- Bateria: Bateria d'ions de liti recarregable, amb duració d'entre 3 i 8 hores segons nivell de brillantor, volum i intensitat d'efecte 3D.
- Control parental: Control parental similar al de Nintendo DSi. Es pot controlar l'ús del 3D en no estar recomanat per a menors de 6 anys.

## Compatibilitat del programari
| Compatibilitat del software | Compatibilitat del software | Compatibilitat del software | Compatibilitat del software | Compatibilitat del software | Compatibilitat del software |
|                             | New Nintendo 3DS/New 3DS XL | Nintendo 3DS/3DS XL/2DS     | Nintendo DSi/DSi XL         | Nintendo DS Lite            | Nintendo DS                 |
| --------------------------- | --------------------------- | --------------------------- | --------------------------- | --------------------------- | --------------------------- |
| 3DS Software                | Sí**                        | Sí**                        | No                          | No                          | No                          |
| DSi Software/DSiWare        | Sí                          | Sí                          | Sí                          | No                          | No                          |
| DS Software                 | Sí                          | Sí                          | Sí                          | Sí                          | Sí                          |
| NES Software                | Sí*                         | Sí*                         | No                          | No                          | No                          |
| Game Boy Software           | Sí*                         | Sí*                         | No                          | No                          | No                          |
| Game Boy Color Software     | Sí*                         | Sí*                         | No                          | No                          | No                          |
| Game Boy Advance Software   | Sí*                         | Sí*                         | No                          | Sí                          | Sí                          |
| Game Gear Software          | Sí*                         | Sí*                         | No                          | No                          | No                          |
| SNES Software               | Sí*                         | No                          | No                          | No                          | No                          |

- (*) Disponible només a la Nintendo eShop
- (**) Disponible tant en botigues com a la eShop (alguns jocs).

## Referències dels components

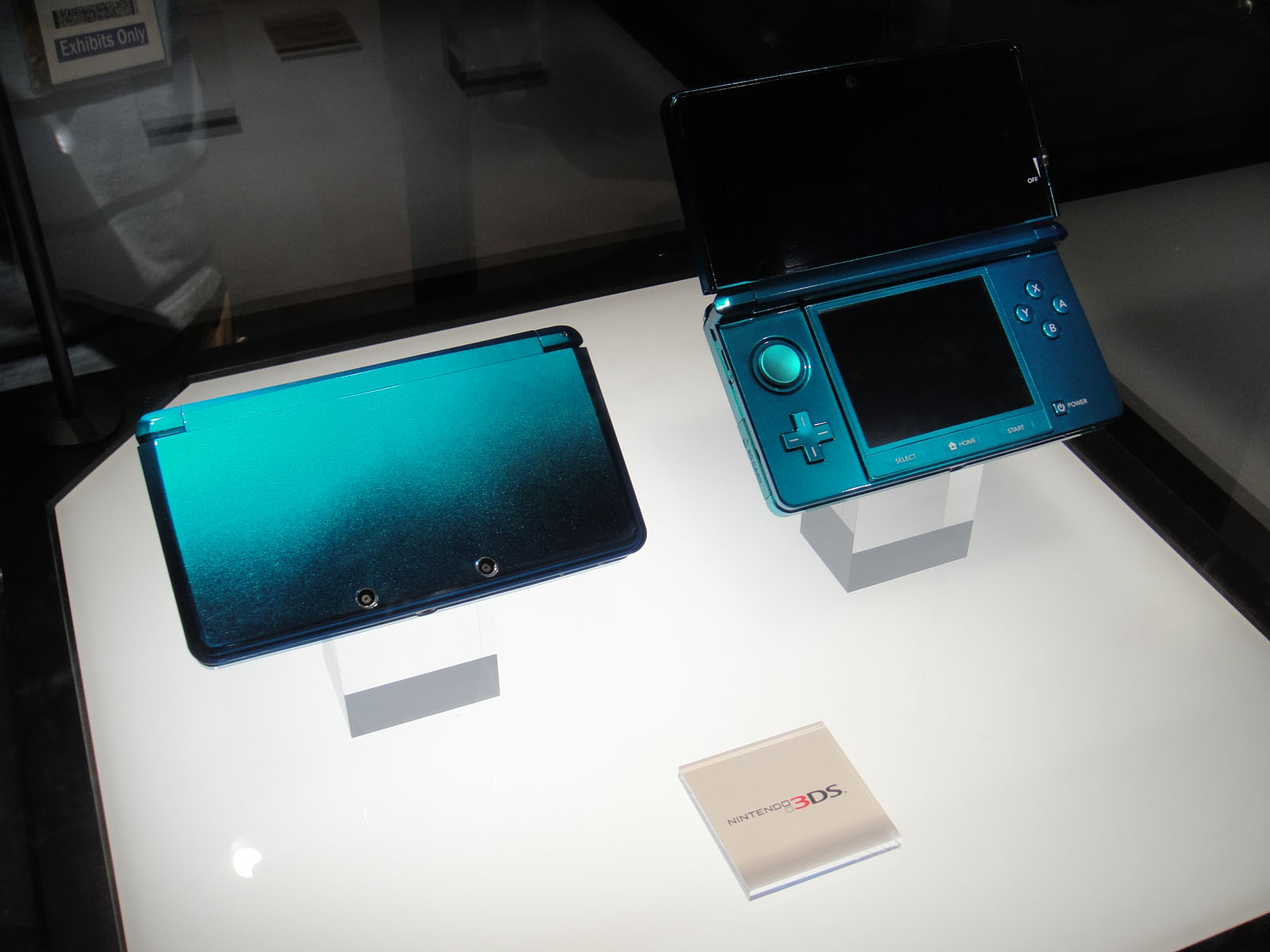
Presentació de la Nintendo 3DS a l'E3 2010.

## Complements oficials

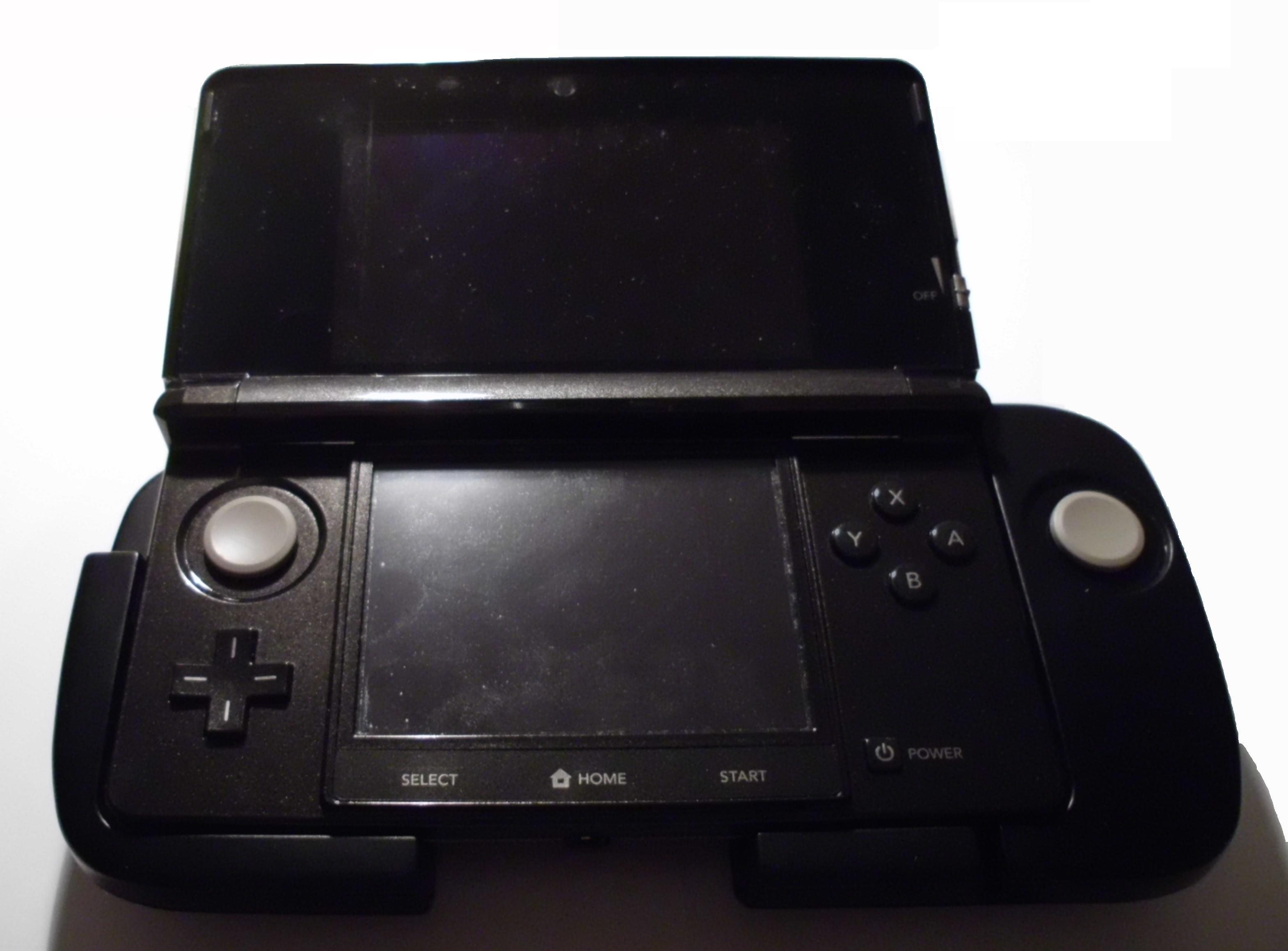
Circle Pad Pro unit a la consola.

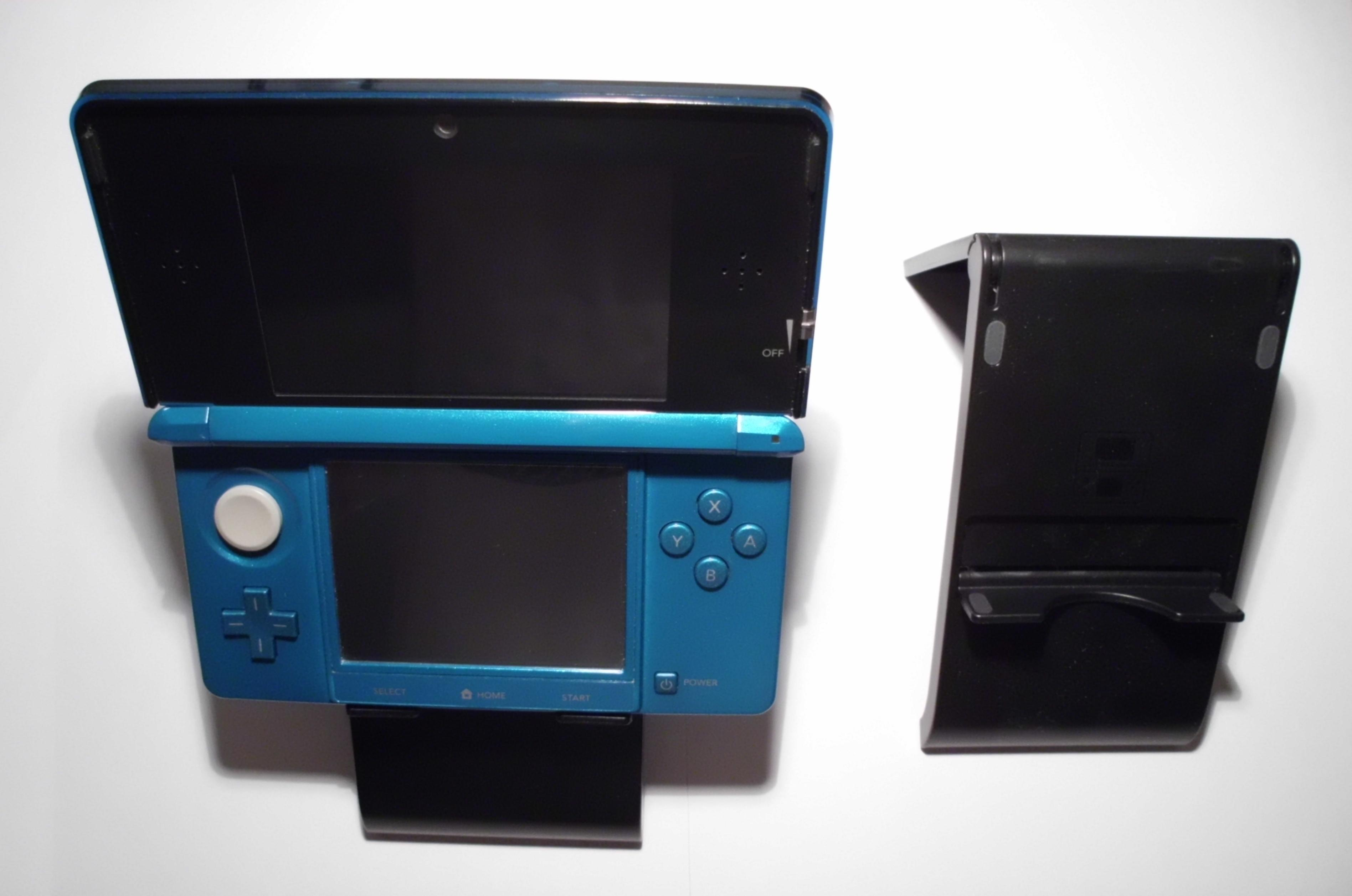
Stand de Nintendo 3DS

Logotip d'amiibo.